# Francesco del Fiore
Pour les articles homonymes, voir Fiore.
Francesco del Fiore  (Venise, ... - après 1412, probablement en 1439,) est  un peintre italien de l'école vénitienne qui fut actif à Venise au XIVe siècle.

## Biographie
En 1376, Francesco del Fiore a été membre  de la guilde des peintres à Venise et son président  de 1415 à 1430,.
Il meurt en 1439 et son tombeau et une épitaphe versifiée en latin sont dans l'église Saint-Jean et Saint-Paul.
Son fils Jacobello del Fiore fut son élève.

## Œuvres
- Diptyque signé de sa main et daté 1412 passa chez Strange, graveur à Londres[6].

- Il est peut-être l'auteur de la Madone Giovanelli conservée à Lecce, au Museo Provinciale, attribuée au surnommé  maître anonyme Maestro della Madonna Giovanelli Fiore.